# اچ‌ام‌اس زبرا (۱۸۹۵)
اچ‌ام‌اس زبرا (۱۸۹۵) (به انگلیسی: HMS Zebra (1895)) یک کشتی بود که طول آن ۲۰۴ فوت ۶ اینچ (۶۲٫۳۳ متر) بود. این کشتی در سال ۱۸۹۵ ساخته شد.